# 담징
담징(曇徵, 579년~631년)은 고구려의 승려이자 화가이다. 오경(五經)과 채화(彩畵)에 능하였다.

## 생애
614년 영양왕 때에 일본인 승려 법정(法定)과 함께 일본에 가서 오경 · 채화 · 공예를 가르치고 종이 · 먹 · 칠 · 맷돌 등을 만드는 법을 가르쳤다. 현재 학계에선 실체성 여부에 논란이 있지만, 구전에 따르면 일본 호류지의 금당벽화가 바로 담징 선사가 그렸다고 전해진다.
한국에서는 호류지 금당 벽화는 흐린 손에 의한 것으로 주장되는 경우가 있어 「글로벌 세계대백과사전」과 「한국민족문화대백과사전」에 기재되어 있으며, 한국의 역사교과서도 그렇게 가르치고 있다. 한국의 역사교과서는 “고구려도 많은 문화를 일본에 전해줬다. 그래도 그의 작품으로 알려져 있다”고 설명했다. 그러나 그것을 지지하는 자료는 전혀 없으며 현재의 호류지는 7세기 후반에 재건된 것으로 비정된다.

## 같이 보기
- 화지
- 왕인
- 혜자

## 참고 문헌
- 이 문서에는 다음커뮤니케이션(현 카카오)에서 GFDL 또는 CC-SA 라이선스로 배포한 글로벌 세계대백과사전의 내용을 기초로 작성된 글이 포함되어 있습니다.